# أليس مكلينان
أليس مكلينان (بالإنجليزية: Alice MacLennan)‏ هي طبيبة وباحثة أسترالية توفيت سنة 2015.
ولدت في غلاسكو، اسكتلندا، درست الطب في جامعة غلاسكو تدربت في شيكاغو قبل انتقالها إلى أستراليا، حيث قامت هنالك بإنشاء عيادة نسائية متخصصة بأعراض سن اليأس. قامت بشغل منصب رئيسة الجمعيات المتعلقة بسن اليأس من العام 2005 إلى عام 2008، ومن عام 2007 إلى 2009 كانت رئيسة الجمعية الأسترالية لسن اليأس. قامت أيضا بالتدريس في جامعة أديلايد في منصب المحاضِرة السريرية الأولى في طب النساء. استلمت ميدالية «وسام أستراليا» عام 2012 تقديراً لها على «الخدمة في صحة المرأة الإنجابية والمنظمات المهنية».
أثناء دراستها في جامعة غلاسكو، قابلت أليس وتزوجت ألاستير مكلينان، الذي تأهل أيضا كطبيب نساء. أنجبا طفلتين، سوزانا (ولدت عام 1974) ولورنا (ولدت عام 1976)، كلا الفتاتين ولدتا في أوكسفورد. مولد لورنا جاء أبكر من المتوقع، فقام ألاستير بتوليدها في المنزل.

## الجوائز والتقدير
في يوم التقدير الأسترالي عام 2012، تسلمت مكلينان وسام أستراليا برتبة ضابط تقديراً لها على خدماتها المميزة في الطب، خصوصاً في نطاق الصحة الانجابية للنساء، وخلال الادوار مع المنظمات المهنية.
تم منح الدكتورة أليس مكلينان وزوجها ألاستير معاً جائزة الإنجاز مدى الحياة لجمعيات سن اليأس الأسترالي في عام 1998.